# Primera División Femenina de España 2011-2012
L'edizione 2011-2012 è stata la ventiquattresima edizione della Primera División, massima serie del campionato spagnolo femminile di calcio, la prima con la nuova denominazione. Il campionato è stato vinto per la prima volta nella sua storia dal Barcellona. Capocannoniere del campionato è stata Sonia Bermúdez, calciatrice del Barcellona, con 38 reti realizzate. Sono retrocessi in Segunda División L'Estartit, l'Atlético Málaga, l'El Olivo e il Reocín Racing.

## Stagione

### Novità
Il numero di squadre partecipanti al campionato è stato ridotto da 23 a 18. Dalla Superliga 2010-2011 sono stati retrocessi in Segunda División il Torrejón, l'Oviedo Moderno, il Gimnàstic, l'Eibar, il Siviglia, il Las Palmas e il Real Valladolid. Dalla Liga Nacional sono stati promossi in Primera División l'El Olivo e il Llanos de Olivenza.

### Formula
Le 18 squadre si affrontano in un girone all'italiana con partite di andata e ritorno, per un totale di 34 giornate. La squadra prima classificata è campione di Spagna ed è ammessa alla UEFA Women's Champions League, mentre le ultime quattro classificate retrocedono in Segunda División. Le prime quattro classificate sono ammesse alla Copa de la Reina 2012.

## Squadre partecipanti
| Club               | Città                | Stadio                          | Stagione 2010-2011             |
| ------------------ | -------------------- | ------------------------------- | ------------------------------ |
| Athletic Bilbao    | Bilbao               | Impianti di Lezama              | 3º posto in Superliga gruppo A |
| Atlético Madrid    | Madrid               | Stadio Cerro del Espino         | 5º posto in Superliga gruppo A |
| Atlético Málaga    | Malaga               | Estadio José Gallardo           | 4º posto in Superliga gruppo B |
| Barcellona         | Barcellona           | Ciutat Esportiva Joan Gamper    | 4º posto in Superliga gruppo A |
| Collerense         | Palma di Maiorca     | Can Caimari                     | 2º posto in Superliga gruppo C |
| El Olivo           | Vigo                 | Monte da Mina                   | Finale in Liga Nacional        |
| Espanyol           | Barcellona           | Ciutat Esportiva Dani Jarque    | 1º posto in Superliga gruppo A |
| Huelva             | Huelva               | Campos Federativos de La Orden  | 2º posto in Superliga gruppo B |
| L'Estartit         | Torroella de Montgrí | Municipal de L'Estartit         | 4º posto in Superliga gruppo C |
| Lagunak            | Barañain             | Municipal Lagunak               | 3º posto in Superliga gruppo C |
| Levante            | Valencia             | El Terrer de Paiporta           | 1º posto in Superliga gruppo C |
| Llanos de Olivenza | Olivenza             | Ciudad Deportiva de Olivenza    | Finale in Liga Nacional        |
| Prainsa Saragozza  | Saragozza            | Stadio Pedro Sancho             | 6º posto in Superliga gruppo A |
| Rayo Vallecano     | Madrid               | Ciutat Esportiva Rayo Vallecano | Campione di Spagna             |
| Real Sociedad      | San Sebastián        | Impianti di Zubieta             | 8º posto in Superliga gruppo A |
| Reocín Racing      | Reocín               | Municipal Pepín Cadelo          | 3º posto in Superliga gruppo B |
| Sant Gabriel       | Sant Adrià de Besòs  | Municipal José Luis Ruiz Casado | 7º posto in Superliga gruppo A |
| Valencia           | Valencia             | Municipal de Beniferri          | 1º posto in Superliga gruppo B |

## Classifica finale
|  | Pos. | Squadra            | Pt | G  | V  | N  | P  | GF  | GS  | DR   |
|  | ---- | ------------------ | -- | -- | -- | -- | -- | --- | --- | ---- |
|  | 1.   | Barcellona         | 94 | 34 | 31 | 1  | 2  | 119 | 19  | +100 |
|  | 2.   | Athletic Bilbao    | 91 | 34 | 29 | 4  | 1  | 118 | 25  | +93  |
|  | 3.   | Espanyol           | 76 | 34 | 23 | 7  | 4  | 117 | 38  | +79  |
|  | 4.   | Rayo Vallecano     | 70 | 34 | 22 | 4  | 8  | 90  | 44  | +46  |
|  | 5.   | Levante            | 68 | 34 | 19 | 11 | 4  | 63  | 27  | +36  |
|  | 6.   | Atlético Madrid    | 65 | 34 | 20 | 5  | 9  | 83  | 41  | +42  |
|  | 7.   | Real Sociedad      | 62 | 34 | 19 | 5  | 10 | 58  | 35  | +23  |
|  | 8.   | Huelva             | 56 | 34 | 17 | 5  | 12 | 51  | 48  | +3   |
|  | 9.   | Prainsa Saragozza  | 47 | 34 | 14 | 5  | 15 | 72  | 75  | -3   |
|  | 10.  | Sant Gabriel       | 37 | 34 | 11 | 4  | 19 | 55  | 67  | -12  |
|  | 11.  | Llanos de Olivenza | 35 | 34 | 10 | 5  | 19 | 39  | 65  | -16  |
|  | 12.  | Collerense         | 33 | 34 | 9  | 6  | 19 | 54  | 91  | -37  |
|  | 13.  | Lagunak            | 31 | 34 | 9  | 4  | 21 | 32  | 70  | -38  |
|  | 14.  | Valencia           | 31 | 34 | 10 | 1  | 23 | 37  | 83  | -46  |
|  | 15.  | L'Estartit         | 29 | 34 | 8  | 5  | 21 | 35  | 74  | -39  |
|  | 16.  | Atlético Málaga    | 23 | 34 | 6  | 5  | 23 | 35  | 91  | -56  |
|  | 17.  | El Olivo           | 19 | 34 | 5  | 4  | 25 | 43  | 112 | -69  |
|  | 18.  | Reocín Racing      | 9  | 34 | 2  | 3  | 29 | 30  | 126 | -96  |

Legenda:
      Campione di Spagna, ammessa alla UEFA Women's Champions League 2012-2013 ed alla Copa de la Reina 2012
      Ammesse alla Copa de la Reina 2012
      Retrocesse in Segunda División 2012-2013
Note:
Tre punti a vittoria, uno a pareggio, zero a sconfitta.

## Risultati
|                    | Ath  | AMd  | AMl  | Bar  | Col  | ElO  | Esp  | Hue  | LEs  | Lag  | Lev  | Lla  | Pra  | Ray  | Rea  | Reo  | SGa  | Val  |
| ------------------ | ---- | ---- | ---- | ---- | ---- | ---- | ---- | ---- | ---- | ---- | ---- | ---- | ---- | ---- | ---- | ---- | ---- | ---- |
| Athletic Bilbao    | –––– | 4-1  | 9-0  | 3-1  | 3-1  | 2-0  | 4-1  | 1-1  | 5-1  | 3-0  | 3-1  | 6-0  | 4-1  | 3-1  | 7-2  | 6-0  | 2-0  | 2-1  |
| Atlético Madrid    | 0-0  | –––– | 2-0  | 0-1  | 8-0  | 7-1  | 4-1  | 3-0  | 4-1  | 3-1  | 1-1  | 1-0  | 1-1  | 4-0  | 0-1  | 4-0  | 2-1  | 5-0  |
| Atlético Málaga    | 0-7  | 1-2  | –––– | 0-3  | 2-2  | 5-2  | 0-5  | 1-4  | 4-1  | 3-0  | 0-3  | 0-1  | 1-2  | 1-3  | 1-1  | 1-1  | 3-2  | 0-1  |
| Barcellona         | 1-0  | 4-0  | 8-0  | –––– | 3-1  | 6-2  | 6-0  | 1-0  | 1-0  | 7-0  | 3-2  | 2-0  | 5-1  | 3-2  | 2-0  | 6-0  | 3-0  | 8-0  |
| Collerense         | 1-2  | 2-3  | 1-0  | 1-4  | –––– | 3-2  | 2-2  | 4-2  | 6-3  | 1-2  | 1-2  | 0-2  | 2-1  | 1-1  | 1-0  | 4-1  | 2-2  | 2-1  |
| El Olivo           | 1-6  | 1-2  | 1-3  | 1-4  | 2-1  | –––– | 0-4  | 0-2  | 1-1  | 3-2  | 1-1  | 2-2  | 1-2  | 2-4  | 2-2  | 2-0  | 0-1  | 4-1  |
| Espanyol           | 0-0  | 2-2  | 3-1  | 3-3  | 9-0  | 10-0 | –––– | 3-1  | 5-0  | 7-0  | 0-0  | 2-0  | 4-0  | 4-0  | 2-1  | 10-1 | 4-1  | 3-1  |
| Huelva             | 0-4  | 2-0  | 2-2  | 0-3  | 4-3  | 3-1  | 1-3  | –––– | 1-0  | 3-2  | 0-1  | 4-2  | 2-0  | 1-1  | 0-0  | 2-0  | 3-0  | 2-0  |
| L'Estartit         | 1-2  | 0-5  | 2-0  | 0-3  | 0-1  | 2-1  | 1-3  | 0-3  | –––– | 0-0  | 0-4  | 1-0  | 1-1  | 2-1  | 0-1  | 2-0  | 1-1  | 3-1  |
| Lagunak            | 0-3  | 1-2  | 1-0  | 0-2  | 3-1  | 3-1  | 2-5  | 0-2  | 2-1  | –––– | 2-2  | 1-0  | 0-1  | 0-3  | 0-1  | 2-1  | 2-1  | 0-1  |
| Levante            | 1-1  | 1-0  | 2-1  | 0-2  | 5-0  | 3-1  | 0-1  | 2-0  | 2-2  | 1-0  | –––– | 1-1  | 2-1  | 1-1  | 2-0  | 4-0  | 3-0  | 3-1  |
| Llanos de Olivenza | 2-8  | 0-3  | 3-1  | 0-4  | 3-2  | 3-1  | 1-1  | 0-2  | 3-1  | 4-0  | 0-0  | –––– | 1-2  | 1-3  | 0-2  | 2-0  | 1-3  | 1-0  |
| Prainsa Saragozza  | 1-2  | 2-6  | 4-0  | 0-4  | 7-1  | 3-1  | 1-1  | 3-1  | 4-0  | 2-2  | 2-2  | 3-1  | –––– | 2-3  | 1-3  | 8-4  | 2-1  | 4-0  |
| Rayo Vallecano     | 2-3  | 4-3  | 1-0  | 3-2  | 1-1  | 10-1 | 1-3  | 5-0  | 2-0  | 2-1  | 0-1  | 3-1  | 6-1  | –––– | 2-0  | 3-0  | 5-1  | 5-0  |
| Real Sociedad      | 1-3  | 2-1  | 5-0  | 0-4  | 2-1  | 4-0  | 2-1  | 0-0  | 0-1  | 1-0  | 1-1  | 2-1  | 5-0  | 0-1  | –––– | 3-0  | 3-0  | 5-0  |
| Reocín Racing      | 0-4  | 1-2  | 1-3  | 0-7  | 2-2  | 0-3  | 2-8  | 1-1  | 3-5  | 0-3  | 1-4  | 1-1  | 3-1  | 0-4  | 0-4  | –––– | 3-5  | 3-1  |
| Sant Gabriel       | 1-3  | 1-1  | 5-0  | 0-1  | 3-1  | 7-1  | 0-3  | 2-0  | 3-2  | 0-0  | 0-2  | 3-0  | 3-7  | 0-3  | 0-1  | 4-0  | –––– | 0-3  |
| Valencia           | 1-3  | 4-1  | 1-1  | 0-2  | 4-2  | 3-1  | 0-4  | 0-1  | 1-0  | 3-0  | 0-3  | 0-2  | 2-1  | 1-4  | 1-3  | 4-1  | 0-4  | –––– |

## Statistiche

### Classifica marcatrici
| Gol |  |  | Giocatore        | Squadra         |
| --- |  |  | ---------------- | --------------- |
| 38  |  |  | Sonia Bermúdez   | Barcellona      |
| 36  |  |  | María Paz        | Espanyol        |
| 26  |  |  | Natalia Pablos   | Rayo Vallecano  |
| 25  |  |  | Adriana Martín   | Atlético Madrid |
| 24  |  |  | Patricia Mascaró | Collerense      |
| 24  |  |  | Erika Vázquez    | Athletic Bilbao |